# Locomotiva ÖBB 2043
La locomotiva ÖBB 2043 è una locomotiva diesel a trasmissione idraulica di costruzione austriaca la cui circolazione ha interessato anche l'Italia in seguito all'istituzione dei cosiddetti Korridorzug sull'itinerario Innsbruck-Innichen interessante la linea del Brennero e la Fortezza-San Candido. 

## Storia
Le locomotive diesel-idrauliche del gruppo 2043 iniziarono ad essere prodotte nel 1964 dalle Officine austriache di Jenbach.
La prima serie di locomotive fu di 4 unità immatricolate come 2043.01-04; negli anni successivi venne esperita una seconda ordinazione che portò il gruppo 2043 alla consistenza di 34 unità complessive. La seconda serie ebbe apportate delle modifiche che portarono ad un aumento di velocità a 110 km/h. La terza serie portò il gruppo a comprendere 77 unità che vennero prodotte fino al 1977. Le locomotive trovarono impiego come macchine ad uso universale trainando sia merci che viaggiatori tra cui i cosiddetti treni corridoio (Korridorzugen) che attraversavano il tratto San Candido-Fortezza (Val Pusteria) e Fortezza-Brennero (Linea del Brennero) in regime di extraterritorialità, con fermate esclusivamente - se necessarie - di servizio ferroviario, in modo che chi saliva in Austria ritornava in Austria venendo così escluso dai controlli di frontiera e doganali nel passaggio attraverso il territorio italiano.

## Caratteristiche
Le locomotive sono fornite di motore diesel a due tempi ad iniezione diretta, a 12 cilindri, della potenza di circa 1100 kW, di costruzione Jenbacher Werke. La trasmissione del moto avviene per mezzo di alberi cardanici e l'adattamento di coppia mediante convertitori idraulici Voith. Sono fornite di un secondo motore a gasolio per fornire l'energia elettrica per i servizi ausiliari di bordo e per il riscaldamento delle carrozze dei treni viaggiatori.
La locomotiva è a cassa unica, con cabine di guida alle due estremità, e poggia su due carrelli a due sale montate. La velocità massima raggiungibile è di 110 km/h eccetto che nelle prime 4 unità che invece hanno 100 km/h come limite massimo.